# 青森中央本線料金所
青森中央本線料金所（あおもりちゅうおうほんせんりょうきんじょ）は、青森県青森市にある青森自動車道の本線料金所である。

## 概要
青森東ICには料金所が設置されず、青森中央ICから青森東IC寄りに本線料金所が設置された。そのため青森東ICまでの支払いはここで行う。また青森東ICからの車はここで通行券を受け取る。

## 料金所施設
ブース数：4

### 青森東方面
- ブース数：2
  - ETC専用：1
  - 一般：1

### 安代方面
- ブース数：2
  - ETC専用：1
  - 一般：1

## 隣
E4A 青森自動車道
(55) 青森中央IC - 青森中央TB - (56) 青森東IC